# 4906 Seneferu
4906 Seneferu је астероид главног астероидног појаса чија средња удаљеност од Сунца износи 2,176 астрономских јединица (АЈ).
Апсолутна магнитуда астероида је 15,2.